# 斯潘尼什弗拉特渡假勝地 (加利福尼亞州)
斯潘尼什弗拉特渡假勝地（英語：Spanish Flat Resort）是位於美國加利福尼亞州納帕縣的一個非建制地區。該地的面積和人口皆未知。

## 地理
斯潘尼什弗拉特渡假勝地的座標為38°31′12″N 122°12′35″W / 38.52000°N 122.20972°W，而該地的平均海拔高度為152米（即499英尺）。